# Caloptilia invariabilis
The Cherry Leaf-cone Caterpillar Moth (Caloptilia invariabilis) là một loài bướm đêm thuộc họ Gracillariidae. Nó được tìm thấy ở Canada (Nova Scotia, Ontario và Québec) và Hoa Kỳ (California, Vermont và Tennessee).
Sải cánh dài khoảng 15 mm.
Ấu trùng ăn Prunus angustifolia, Prunus pennsylvanica, Prunus serotina và Prunus virginiana. Chúng ăn lá nơi chúng làm tổ.